# Joan Regan
Joan Regan, właśc. Siobhan Bethel (ur. 19 stycznia 1928 w Romford, zm. 12 września 2013 w Londynie) – angielska piosenkarka.